# Brendan Rodgers
Brendan Rodgers   (Carnlough, 26 de gener de 1973) és un entrenador de futbol i exfutbolista professional nord-irlandès. Actualment entrena el Celtic FC de la lliga escocesa de futbol.
Durant tres temporades i fins a l'octubre de 2015 va entrenar el Liverpool FC de la Premier League, fins que fou destituït i substituït per l'alemany Jurgen Klopp.